# Ла Чикура Уно (Аоме)
Ла Чикура Уно (шп. La Chicura Uno) насеље је у Мексику у савезној држави Синалоа у општини Аоме. Насеље се налази на надморској висини од 9 м.

## Становништво
Према подацима из 2010. године у насељу је живео 1 становник.

### Хронологија
| Година       | 2000      | 2005 | 2010 |
| ------------ | --------- | ---- | ---- |
| Становништво | 6 (4 / 2) | 1    | 1    |

### Попис
| # | Индикатор                     | Вредност |
| - | ----------------------------- | -------- |
| 1 | Укупно домаћинстава           | 19       |
| 2 | Укупно насељених домаћинстава | 1        |
| 3 | Величина локације             | 1        |